# Danielopolina orghidani
Danielopolina orghidani är en kräftdjursart som först beskrevs av Dan Luca Danielopol 1972.  Danielopolina orghidani ingår i släktet Danielopolina och familjen Thaumatocyprididae. Inga underarter finns listade i Catalogue of Life.